# Strażak

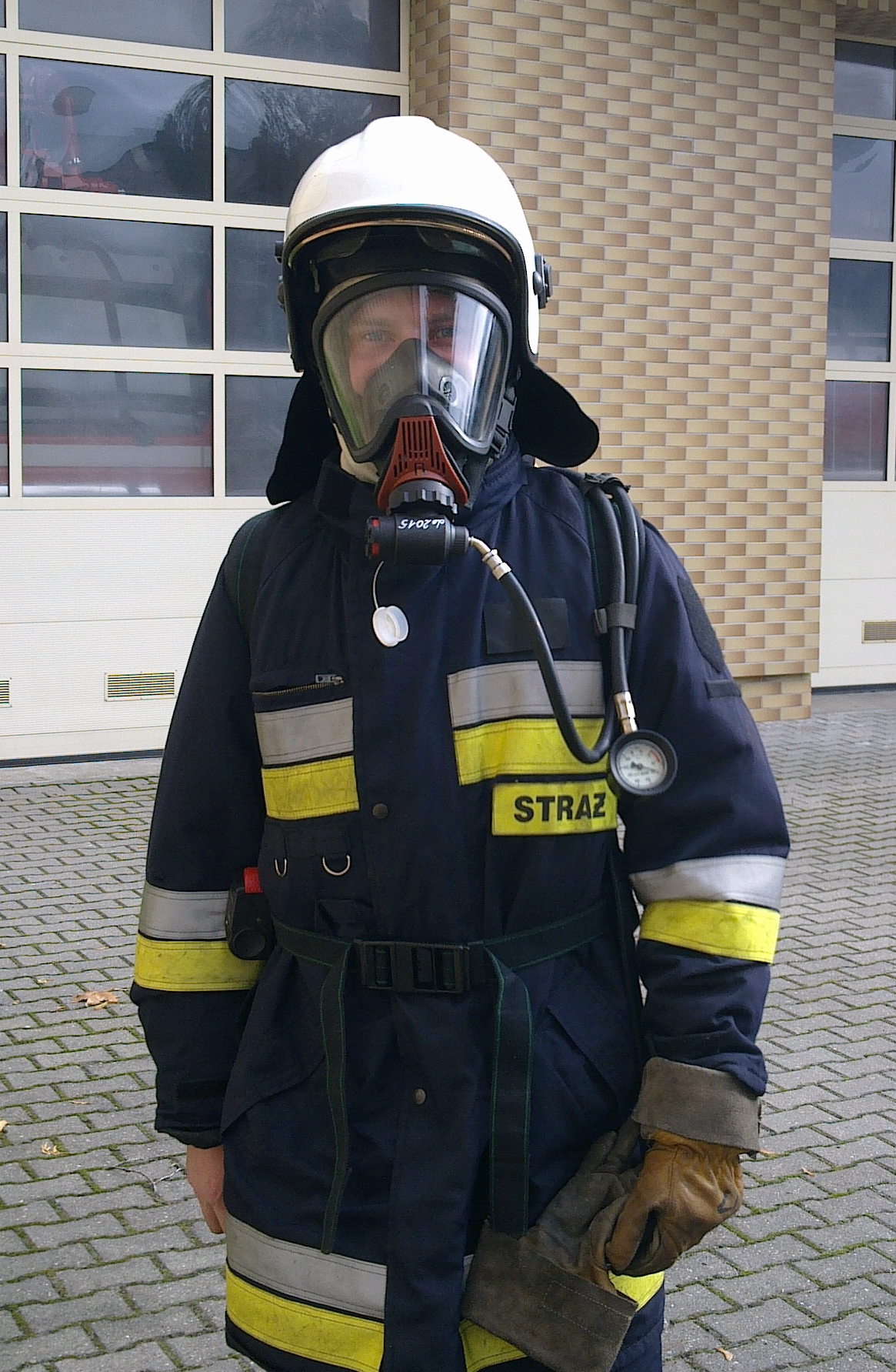
Strażak w ubiorze bojowym oraz w aparacie ochrony dróg oddechowych typu nadciśnieniowego

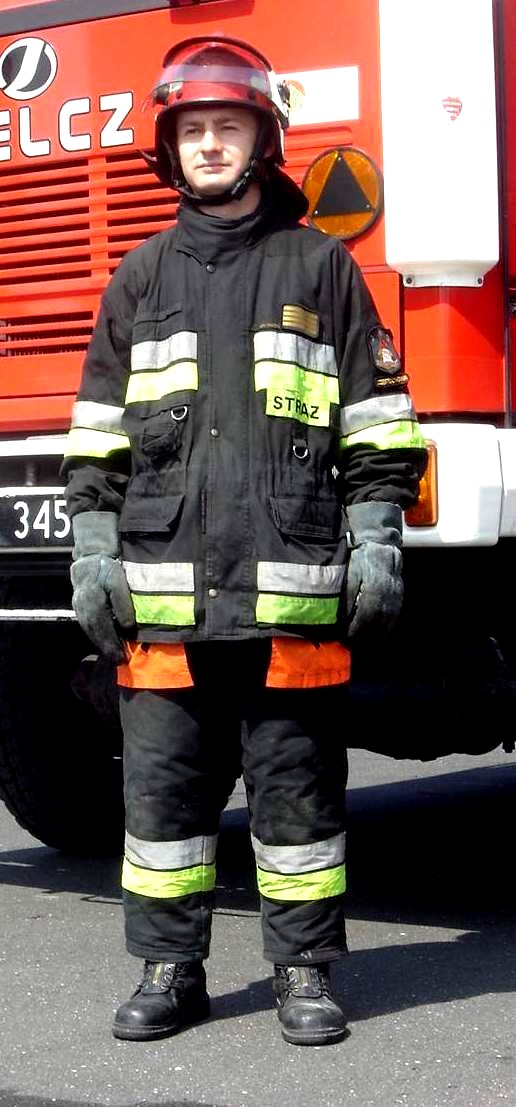
Strażak PSP w umundurowaniu specjalnym w stopniu młodszego ogniomistrza

Strażak – osoba pełniąca służbę w straży pożarnej. W części krajów, m.in. w Polsce, Stanach Zjednoczonych, Kanadzie i Nowej Zelandii strażacy działają w ramach zawodowych jednostek (np. PSP, straże zakładowe) lub wolontariatu (np. OSP).
Strażacy są przeszkoleni i wyposażeni w specjalistyczny sprzęt do walki z ogniem, częściowego lub całkowitego eliminowania skutków wypadków drogowych, katastrof budowlanych, klęsk żywiołowych, niektórych skutków terroryzmu oraz niesienia pomocy poszkodowanym i zagrożonym.
Święto strażaka przypada 4 maja w dniu wspomnienia liturgicznego św. Floriana.